# Локалитет Црквина
Локалитет Црквина се налази у Дренову, под заштитом је Завода за заштиту споменика културе Краљево. С обзиром да представља значајну историјску грађевину, проглашен је непокретним културним добром Републике Србије.

## Историја
Локалитет се налази у долини Падешке реке, 400 метара од зграде основне школе. На налазишту су очувани остаци цркве и средњовековне некрополе који су у веома лошем стању зарасли у високо шибље. Првобитна црква је изграђена у 13. веку, након рушења је обновљена и придодат јој је нартекс. Некропола се на основу типа надгробника датује у 13—15. век. На налазишту је пронађен мермерни камени блок, део фриза са ктиторским натписом „Уз твоју помоћ Христе понтифекс”. Услед тектонских поремећаја који су изазвали клизање терена, локалитет је данас подељен на два дела, а црква по осовини север-југ са формирањем вододерине између њих. Део фриза са ктиторским натписом је пренет у Музеј манастира Милешева. У централни регистар је уписан 20. марта 1986. под бројем АН 69, а у регистар Завода за заштиту споменика културе Краљево 5. марта 1986. под бројем АН 13.